# Monterey Grand Prix 2017
Navigation
Édition précédente Édition suivante
Le Grand Prix de Monterey 2017 (officiellement appelé 2017 America's Tire 250) a été une course de voitures de sport organisée sur le circuit de Laguna Seca à Monterey en Californie, aux États-Unis qui s'est déroulée du 21 septembre 2017 au 24 septembre 2017. Il s'agissait de la onzième manche du championnat WeatherTech SportsCar Championship 2017 et les voitures de catégorie prototype (P), Grand Tourisme Le Mans (GTLM) et Grand Tourisme Daytona (GTD)  ont participé à la course.

## Circuit

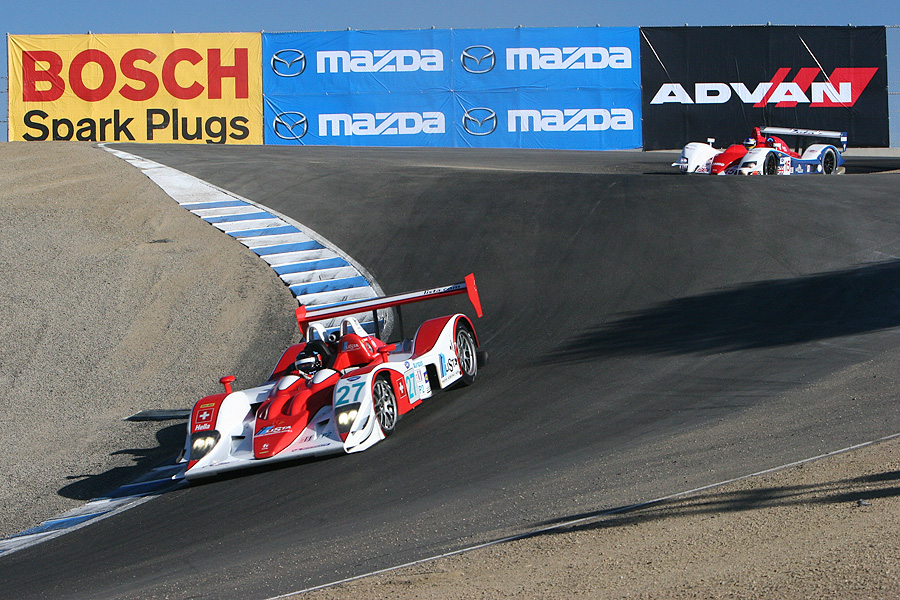
Le Corkscrew, exemple typique d'un virage en « S » en dévers.

Le circuit de Laguna Seca (ou simplement « Laguna Seca »), est un circuit automobile situé aux États-Unis près de la ville de Monterey, en Californie. D'une longueur de 3,602 km, il est réputé pour sa difficulté technique ainsi que pour son relief, dont le dénivelé total atteint 55 mètres, ce circuit est notamment connu pour son fameux virage en dévers surnommé le « Corkscrew » (littéralement, le « tire-bouchon »).

## Engagés
La liste officielle des engagés était composée de 33 voitures, dont 8 en Prototypes, 9 en Grand Touring Le Mans et 16 en Grand Touring Daytona.

## Qualifications
| Pos. | Classe | N°  | Équipe                                   | Pilote                | Temps          | Tours |
| ---- | ------ | --- | ---------------------------------------- | --------------------- | -------------- | ----- |
| 1    | P      | 10  | Konica Minolta Cadillac DPi-V.R          | Ricky Taylor          | 1 min 16 s 853 | 5     |
| 2    | P      | 5   | Mustang Sampling Racing                  | Christian Fittipaldi  | 1 min 17 s 682 | 6     |
| 3    | P      | 90  | VisitFlorida Racing                      | Marc Goossens         | 1 min 17 s 730 | 5     |
| 4    | P      | 31  | Whelen Engineering Racing                | Eric Curran           | 1 min 17 s 809 | 5     |
| 5    | P      | 52  | PR1/Mathiasen Motorsports                | José Gutiérrez (en)   | 1 min 17 s 822 | 5     |
| 6    | P      | 2   | Tequila Patrón ESM                       | Scott Sharp           | 1 min 17 s 998 | 6     |
| 7    | P      | 22  | Tequila Patrón ESM                       | Johannes van Overbeek | 1 min 18 s 039 | 8     |
| 8    | P      | 85  | JDC Miller Motorsports                   | Mikhail Goikhberg     | 1 min 18 s 646 | 8     |
| 9    | GTLM   | 62  | Risi Competizione                        | Toni Vilander         | 1 min 21 s 914 | 7     |
| 10   | GTLM   | 66  | Ford Chip Ganassi Racing                 | Dirk Müller           | 1 min 22 s 156 | 4     |
| 11   | GTLM   | 24  | BMW Team RLL                             | John Edwards          | 1 min 22 s 177 | 8     |
| 12   | GTLM   | 25  | BMW Team RLL                             | Alexander Sims        | 1 min 22 s 178 | 5     |
| 13   | GTLM   | 67  | Ford Chip Ganassi Racing                 | Ryan Briscoe          | 1 min 22 s 580 | 3     |
| 14   | GTLM   | 911 | Porsche GT Team                          | Patrick Pilet         | 1 min 22 s 756 | 7     |
| 15   | GTLM   | 3   | Corvette Racing                          | Jan Magnussen         | 1 min 22 s 789 | 7     |
| 16   | GTLM   | 912 | Porsche GT Team                          | Laurens Vanthoor      | 1 min 22 s 840 | 6     |
| 17   | GTLM   | 4   | Corvette Racing                          | Oliver Gavin          | 1 min 23 s 009 | 5     |
| 18   | GTD    | 48  | Paul Miller Racing                       | Madison Snow          | 1 min 24 s 469 | 4     |
| 19   | GTD    | 28  | Alegra Motorsports                       | Daniel Morad          | 1 min 24 s 721 | 4     |
| 20   | GTD    | 73  | Park Place Motorsports                   | Patrick Lindsey       | 1 min 24 s 954 | 5     |
| 21   | GTD    | 96  | Turner Motorsport                        | Jens Klingmann        | 1 min 25 s 086 | 7     |
| 22   | GTD    | 14  | 3GT Racing                               | Sage Karam            | 1 min 25 s 394 | 4     |
| 23   | GTD    | 16  | Change Racing                            | Corey Lewis           | 1 min 25 s 499 | 4     |
| 24   | GTD    | 86  | Michael Shank Racing avec Curb-Agajanian | Oswaldo Negri Jr.     | 1 min 25 s 518 | 5     |
| 25   | GTD    | 15  | 3GT Racing                               | Scott Pruett          | 1 min 25 s 533 | 6     |
| 26   | GTD    | 63  | Scuderia Corsa                           | Christina Nielsen     | 1 min 25 s 603 | 4     |
| 27   | GTD    | 50  | Riley Motorsports - WeatherTech Racing   | Cooper MacNeil        | 1 min 25 s 643 | 5     |
| 28   | GTD    | 93  | Michael Shank Racing avec Curb-Agajanian | Katherine Legge       | 1 min 25 s 800 | 9     |
| 29   | GTD    | 57  | Stevenson Motorsports                    | Andrew Davis          | 1 min 25 s 832 | 9     |
| 30   | GTD    | 33  | Riley Motorsports - Team AMG             | Ben Keating           | 1 min 26 s 260 | 7     |
| 31   | GTD    | 54  | CORE Autosport                           | Jon Bennett (en)      | 1 min 27 s 304 | 4     |
| 32   | GTD    | 80  | Lone Star Racing                         | Dan Knox              | 1 min 27 s 325 | 9     |
| 33   | GTD    | 75  | SunEnergy1 Racing                        | Kenny Habul           | 1 min 27 s 447 | 6     |

## Course

### Classement de la course
Voici le classement officiel au terme de la course.
- Les vainqueurs de chaque catégorie sont signalés par un fond jauni.
- Pour la colonne Pneus, il faut passer le curseur au-dessus du modèle pour connaître le manufacturier de pneumatiques.

| Pos  | Classe | no  | Écurie                                   | Pilotes                             | Châssis                         | Pneus | Tours | Temps                                 |
| Pos  | Classe | no  | Écurie                                   | Pilotes                             | Moteur                          | Pneus | Tours | Temps                                 |
| ---- | ------ | --- | ---------------------------------------- | ----------------------------------- | ------------------------------- | ----- | ----- | ------------------------------------- |
| 1    | P      | 90  | VisitFlorida Racing                      | Marc Goossens Renger van der Zande  | Ligier JS P217                  | C     | 114   | 2 h 41 min 04 s 538                   |
| 1    | P      | 90  | VisitFlorida Racing                      | Marc Goossens Renger van der Zande  | Gibson GK428 4,2 l V8 Atmo      | C     | 114   | 2 h 41 min 04 s 538                   |
| 2    | P      | 31  | Whelen Engineering Racing                | Dane Cameron Eric Curran            | Cadillac DPi-V.R                | C     | 114   | + 2 s 248                             |
| 2    | P      | 31  | Whelen Engineering Racing                | Dane Cameron Eric Curran            | Cadillac 6,2 l V8 Atmo          | C     | 114   | + 2 s 248                             |
| 3    | P      | 10  | Konica Minolta Cadillac DPi-V.R          | Ricky Taylor Jordan Taylor          | Cadillac DPi-V.R                | C     | 114   | + 8 s 391                             |
| 3    | P      | 10  | Konica Minolta Cadillac DPi-V.R          | Ricky Taylor Jordan Taylor          | Cadillac 6,2 l V8 Atmo          | C     | 114   | + 8 s 391                             |
| 4    | P      | 85  | JDC Miller Motorsports                   | Mikhail Goikhberg Stephen Simpson   | Oreca 07                        | C     | 114   | + 9 s 321                             |
| 4    | P      | 85  | JDC Miller Motorsports                   | Mikhail Goikhberg Stephen Simpson   | Gibson GK428 4,2 l V8 Atmo      | C     | 114   | + 9 s 321                             |
| 5    | P      | 5   | Mustang Sampling Racing                  | João Barbosa Christian Fittipaldi   | Cadillac DPi-V.R                | C     | 114   | + 10 s 411                            |
| 5    | P      | 5   | Mustang Sampling Racing                  | João Barbosa Christian Fittipaldi   | Cadillac 6,2 l V8 Atmo          | C     | 114   | + 10 s 411                            |
| 6    | P      | 2   | Tequila Patrón ESM                       | Scott Sharp Ryan Dalziel            | Nissan Onroak DPi               | C     | 114   | + 21 s 241                            |
| 6    | P      | 2   | Tequila Patrón ESM                       | Scott Sharp Ryan Dalziel            | Nissan VR38DETT 3,8 l V6 Turbo  | C     | 114   | + 21 s 241                            |
| 7    | P      | 52  | PR1/Mathiasen Motorsports                | José Gutiérrez (en) Olivier Pla     | Ligier JS P217                  | C     | 114   | + 52 s 076                            |
| 7    | P      | 52  | PR1/Mathiasen Motorsports                | José Gutiérrez (en) Olivier Pla     | Gibson GK428 4,2 l V8 Atmo      | C     | 114   | + 52 s 076                            |
| 8    | P      | 22  | Tequila Patrón ESM                       | Pipo Derani Johannes van Overbeek   | Nissan Onroak DPi               | C     | 113   | + 1 tour                              |
| 8    | P      | 22  | Tequila Patrón ESM                       | Pipo Derani Johannes van Overbeek   | Nissan VR38DETT 3,8 l V6 Turbo  | C     | 113   | + 1 tour                              |
| 9    | GTLM   | 24  | BMW Team RLL                             | John Edwards Martin Tomczyk         | BMW M6 GTLM                     | M     | 110   | + 4 tours                             |
| 9    | GTLM   | 24  | BMW Team RLL                             | John Edwards Martin Tomczyk         | BMW P63 4,4 l V8 Turbo          | M     | 110   | + 4 tours                             |
| 10   | GTLM   | 62  | Risi Competizione                        | Giancarlo Fisichella Toni Vilander  | Ferrari 488 GTE                 | M     | 110   | + 4 tours                             |
| 10   | GTLM   | 62  | Risi Competizione                        | Giancarlo Fisichella Toni Vilander  | Ferrari F154CB 3,9 L V8 Turbo   | M     | 110   | + 4 tours                             |
| 11   | GTLM   | 911 | Porsche GT Team                          | Patrick Pilet Dirk Werner           | Porsche 911 RSR                 | M     | 110   | + 4 tours                             |
| 11   | GTLM   | 911 | Porsche GT Team                          | Patrick Pilet Dirk Werner           | Porsche 4,0 L Flat-6 Atmo       | M     | 110   | + 4 tours                             |
| 12   | GTLM   | 3   | Corvette Racing                          | Jan Magnussen Antonio García        | Chevrolet Corvette C7.R         | M     | 110   | + 4 tours                             |
| 12   | GTLM   | 3   | Corvette Racing                          | Jan Magnussen Antonio García        | Chevrolet LT5.5 5,5 l V8 Atmo   | M     | 110   | + 4 tours                             |
| 13   | GTLM   | 67  | Ford Chip Ganassi Racing                 | Ryan Briscoe Richard Westbrook      | Ford GT                         | M     | 110   | + 4 tours                             |
| 13   | GTLM   | 67  | Ford Chip Ganassi Racing                 | Ryan Briscoe Richard Westbrook      | Ford EcoBoost 3,5 l V6 Turbo    | M     | 110   | + 4 tours                             |
| 14   | GTLM   | 66  | Ford Chip Ganassi Racing                 | Dirk Müller Joey Hand               | Ford GT                         | M     | 110   | + 4 tours                             |
| 14   | GTLM   | 66  | Ford Chip Ganassi Racing                 | Dirk Müller Joey Hand               | Ford EcoBoost 3,5 l V6 Turbo    | M     | 110   | + 4 tours                             |
| 15   | GTLM   | 25  | BMW Team RLL                             | Bill Auberlen Alexander Sims        | BMW M6 GTLM                     | M     | 108   | + 6 tours                             |
| 15   | GTLM   | 25  | BMW Team RLL                             | Bill Auberlen Alexander Sims        | BMW P63 4,4 l V8 Turbo          | M     | 108   | + 6 tours                             |
| 16   | GTLM   | 4   | Corvette Racing                          | Oliver Gavin Tommy Milner           | Chevrolet Corvette C7.R         | M     | 107   | + 7 tours                             |
| 16   | GTLM   | 4   | Corvette Racing                          | Oliver Gavin Tommy Milner           | Chevrolet LT5.5 5,5 l V8 Atmo   | M     | 107   | + 7 tours                             |
| 17   | GTLM   | 912 | Porsche GT Team                          | Laurens Vanthoor Gianmaria Bruni    | Porsche 911 RSR                 | M     | 107   | + 7 tours                             |
| 17   | GTLM   | 912 | Porsche GT Team                          | Laurens Vanthoor Gianmaria Bruni    | Porsche 4,0 L Flat-6 Atmo       | M     | 107   | + 7 tours                             |
| 18   | GTD    | 63  | Scuderia Corsa                           | Christina Nielsen Alessandro Balzan | Ferrari 488 GT3                 | C     | 107   | + 7 tours                             |
| 18   | GTD    | 63  | Scuderia Corsa                           | Christina Nielsen Alessandro Balzan | Ferrari F154CB 3,9 l V8 Turbo   | C     | 107   | + 7 tours                             |
| 19   | GTD    | 93  | Michael Shank Racing avec Curb-Agajanian | Andy Lally Katherine Legge          | Acura NSX GT3                   | C     | 107   | + 7 tours                             |
| 19   | GTD    | 93  | Michael Shank Racing avec Curb-Agajanian | Andy Lally Katherine Legge          | Acura 3,5 l V6 Turbo            | C     | 107   | + 7 tours                             |
| 20   | GTD    | 73  | Park Place Motorsports                   | Patrick Lindsey Jörg Bergmeister    | Porsche 911 GT3 R               | C     | 107   | + 7 tours                             |
| 20   | GTD    | 73  | Park Place Motorsports                   | Patrick Lindsey Jörg Bergmeister    | Porsche 4,0 L Flat-6 Atmo       | C     | 107   | + 7 tours                             |
| 21   | GTD    | 54  | CORE Autosport                           | Jon Bennett (en) Colin Braun        | Porsche 911 GT3 R               | C     | 106   | + 7 tours                             |
| 21   | GTD    | 54  | CORE Autosport                           | Jon Bennett (en) Colin Braun        | Porsche 4,0 L Flat-6 Atmo       | C     | 106   | + 7 tours                             |
| 22   | GTD    | 96  | Turner Motorsport                        | Jens Klingmann Jesse Krohn          | BMW M6 GT3                      | C     | 106   | + 7 tours                             |
| 22   | GTD    | 96  | Turner Motorsport                        | Jens Klingmann Jesse Krohn          | BMW P63 4,4 l V8 Turbo          | C     | 106   | + 7 tours                             |
| 23   | GTD    | 50  | Riley Motorsports - WeatherTech Racing   | Cooper MacNeil Gunnar Jeannette     | Mercedes-AMG GT3                | C     | 106   | + 7 tours                             |
| 23   | GTD    | 50  | Riley Motorsports - WeatherTech Racing   | Cooper MacNeil Gunnar Jeannette     | Mercedes-AMG M159 6,2 l V8 Atmo | C     | 106   | + 7 tours                             |
| 24   | GTD    | 48  | Paul Miller Racing                       | Bryan Sellers Madison Snow          | Lamborghini Huracán GT3         | C     | 106   | + 7 tours                             |
| 24   | GTD    | 48  | Paul Miller Racing                       | Bryan Sellers Madison Snow          | Lamborghini 5,2 l V10 Atmo      | C     | 106   | + 7 tours                             |
| 25   | GTD    | 33  | Riley Motorsports - Team AMG             | Ben Keating Jeroen Bleekemolen      | Mercedes-AMG GT3                | C     | 106   | + 7 tours                             |
| 25   | GTD    | 33  | Riley Motorsports - Team AMG             | Ben Keating Jeroen Bleekemolen      | Mercedes-AMG M159 6,2 l V8 Atmo | C     | 106   | + 7 tours                             |
| 26   | GTD    | 16  | Change Racing                            | Jeroen Mul (de) Corey Lewis         | Lamborghini Huracán GT3         | C     | 106   | + 7 tours                             |
| 26   | GTD    | 16  | Change Racing                            | Jeroen Mul (de) Corey Lewis         | Lamborghini 5,2 l V10 Atmo      | C     | 106   | + 7 tours                             |
| 27   | GTD    | 86  | Michael Shank Racing avec Curb-Agajanian | Jeff Segal Oswaldo Negri Jr.        | Acura NSX GT3                   | C     | 106   | + 7 tours                             |
| 27   | GTD    | 86  | Michael Shank Racing avec Curb-Agajanian | Jeff Segal Oswaldo Negri Jr.        | Acura 3,5 l V6 Turbo            | C     | 106   | + 7 tours                             |
| 28   | GTD    | 57  | Stevenson Motorsports                    | Lawson Aschenbach Andrew Davis      | Audi R8 LMS                     | C     | 106   | + 7 tours                             |
| 28   | GTD    | 57  | Stevenson Motorsports                    | Lawson Aschenbach Andrew Davis      | Audi 5,2 l V10 Atmo             | C     | 106   | + 7 tours                             |
| 29   | GTD    | 75  | SunEnergy1 Racing                        | Tristan Vautier Kenny Habul         | Mercedes-AMG GT3                | C     | 106   | + 7 tours                             |
| 29   | GTD    | 75  | SunEnergy1 Racing                        | Tristan Vautier Kenny Habul         | Mercedes-AMG M159 6,2 l V8 Atmo | C     | 106   | + 7 tours                             |
| 30   | GTD    | 15  | 3GT Racing                               | Jack Hawksworth Scott Pruett        | Lexus RC F GT3                  | C     | 106   | + 7 tours                             |
| 30   | GTD    | 15  | 3GT Racing                               | Jack Hawksworth Scott Pruett        | Lexus 5,0 l V8 Atmo             | C     | 106   | + 7 tours                             |
| 31   | GTD    | 14  | 3GT Racing                               | Sage Karam Robert Alon (en)         | Lexus RC F GT3                  | C     | 105   | + 8 tours                             |
| 31   | GTD    | 14  | 3GT Racing                               | Sage Karam Robert Alon (en)         | Lexus 5,0 l V8 Atmo             | C     | 105   | + 8 tours                             |
| 32   | GTD    | 80  | Lone Star Racing                         | Dan Knox Mike Skeen (en)            | Mercedes-AMG GT3                | C     | 105   | + 8 tours                             |
| 32   | GTD    | 80  | Lone Star Racing                         | Dan Knox Mike Skeen (en)            | Mercedes-AMG M159 6,2 l V8 Atmo | C     | 105   | + 8 tours                             |
| Abd. | GTD    | 28  | Alegra Motorsports                       | Daniel Morad Patrick Long           | Porsche 911 GT3 R               | C     | 47    | Problème avec l'arbre de transmission |
| Abd. | GTD    | 28  | Alegra Motorsports                       | Daniel Morad Patrick Long           | Porsche 4,0 L Flat-6 Atmo       | C     | 47    | Problème avec l'arbre de transmission |

## Pole position et record du tour
- Pole position :  Jordan Taylor (#10 Konica Minolta Cadillac DPi-V.R) en 1 min 16 s 853
- Meilleur tour en course :  Olivier Pla (#52 PR1/Mathiasen Motorsports) en 1 min 17 s 921

## Tours en tête
- no 10 Cadillac DPi-V.R - Konica Minolta Cadillac DPi-V.R : 58 tours (1-30 / 33-59 / 80)[3]
- no 10 Ligier JS P217 - VisitFlorida.com Racing : 4 tours (31 / 112-114)
- no 2 Nissan Onroak DPi - Tequila Patrón ESM : 1 tour (32)
- no 31 Cadillac DPi-V.R - Whelen Engineering Racing : 48 tours (60-79 / 84-111)
- no 52 Oreca 07 - PR1/Mathiasen Motorsports : 3 tours (81-83)

## À noter
- Longueur du circuit : 2,238 mi
- Distance parcourue par les vainqueurs : 255,132 mi